# Bo Wirhed
Bo Håkan Wirhed, född 11 november 1935 i Hedemora, är en svensk gymnast. Han tävlade för Arbetarnas GF.
Wigartz tävlade i åtta grenar för Sverige vid olympiska sommarspelen 1960 i Rom. Han slutade på 82:a plats i allroundtävlingen och ingick i Sveriges lag som kom på 14:e plats.
Wirhed blev svensk mästare i artistisk gymnastik 1962.